# Makarskas riviera

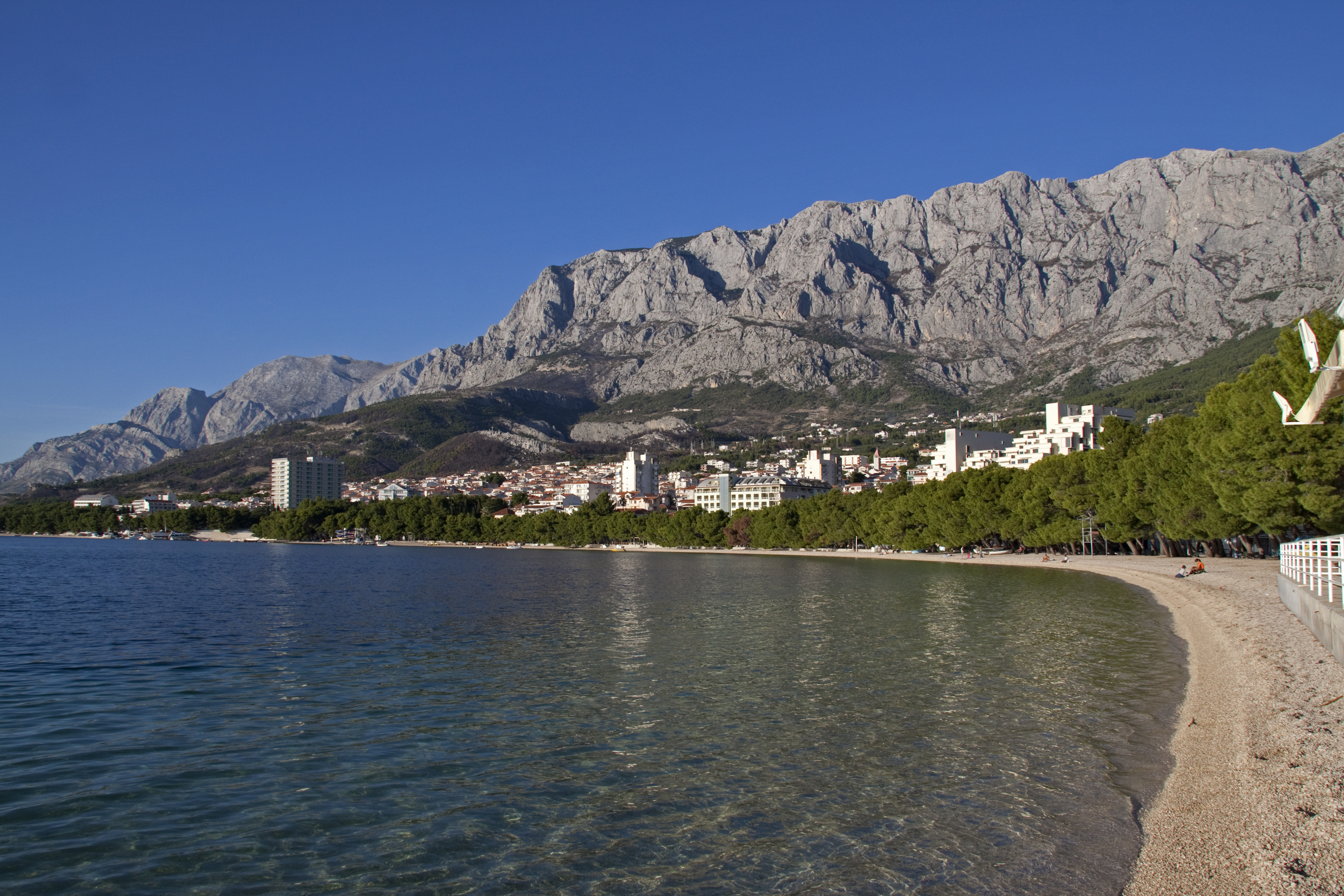
Huvudstranden i Makarska år 2007.

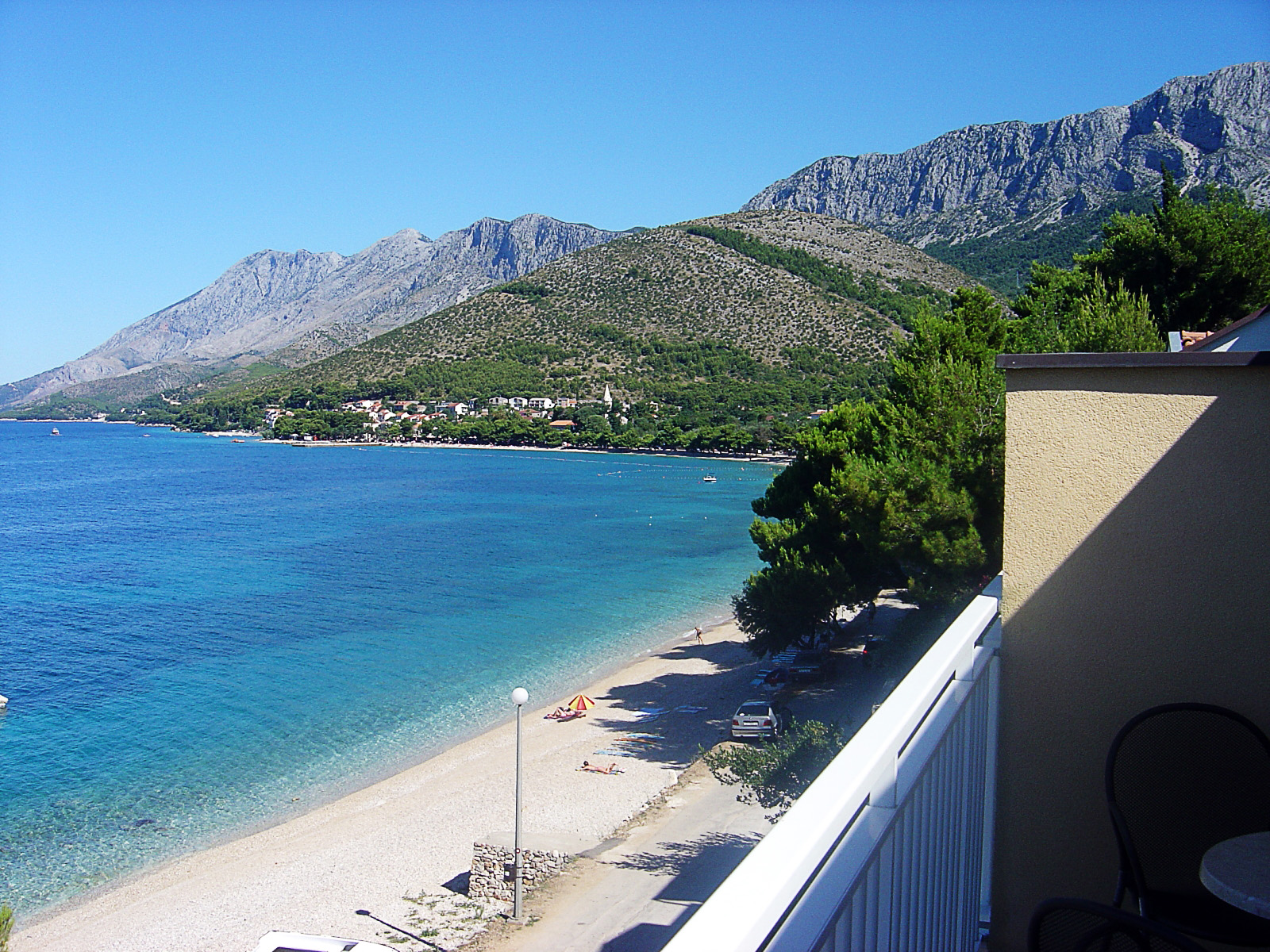
Stranden i Zaostrog år 2007.

Makarskas riviera eller Makarskarivieran (kroatiska: Makarska rivijera) är en riviera i Kroatien. Den ligger i Split-Dalmatiens län i landskapet Dalmatien i den södra delen av landet. Rivieran är drygt 53 kilometer lång och sträcker sig i nordvästlig–sydöstlig riktning längs med den adriatiska kusten. Den tar sin början i orten Brela, drygt 54 kilometer söder om Split, och sträcker sig till Gradac i sydost. Rivierans huvudort är som namnet antyder staden Makarska. 
Biokovomassivet avskiljer kustorterna vid rivieran från det dalmatiska inlandet. Längs med kustremsan ligger flera mindre turistorter där turismen utgör en viktig del av näringslivet. Med sitt gynnsamma klimat och sina fina stränder är rivieran ett välbesökt turistmål och möjligtvis Kroatiens (av turister) mest välbesökta kustremsa. 

## Urval av orter vid Makarskas riviera (A–Ö)
- Baška Voda
- Brela
- Brist
- Drvenik
- Gradac
- Igrane
- Makarska
- Tučepi
- Podaca
- Podgora
- Promajna
- Zaostrog
- Živogošće